# Vlado Čapljić
Vlado Čapljić  est un footballeur bosnien né le 22 mars 1962 à Sarajevo. Il évoluait au poste de défenseur.

## Biographie

### En club
Il dispute au cours de sa carrière 171 matchs en première division yougoslave, inscrivant 12 buts. Il réalise sa meilleure performance lors de la saison 1988-1989, où il marque six buts.
Il remporte deux titres de champion de Yougoslavie, en 1986 et en 1987 avec le Partizan Belgrade.
Il participe à 12 rencontres de Coupe de l'UEFA. Il atteint les demi-finales de cette compétition en 1985 avec le Željezničar Sarajevo, en étant battu par le club hongrois de Videoton.

### En équipe nationale
Vlado Čapljić fait partie du groupe yougoslave lors de la Coupe du monde des moins de 20 ans en 1979. Il joue trois matchs durant le tournoi, contre la Pologne, l'Argentine, et l'Indonésie.
Il dispute ensuite les quarts de finale du championnat d'Europe espoirs 1984, contre l'Écosse. La même année, il participe aux Jeux olympiques d'été de 1984 avec la sélection olympique, qui se classera troisième du tournoi. Il joue trois matchs lors du tournoi olympique, contre le Canada, l'Irak, et l'Italie.
International yougoslave, il reçoit quatre sélections en équipe de Yougoslavie de 1984 à 1985. 
Son premier match a lieu le 31 mars 1984 contre la Hongrie (victoire 2-1) en amical. Il joue son dernier match le 28 septembre 1985 contre l'Allemagne de l'Est (défaite 1-2), dans le cadre des qualifications pour la Coupe du monde 1986,.

### Parcours d'entraîneur
Après avoir raccroché les crampons, il dirige plusieurs équipes en Bosnie-Herzégovine et en Serbie.

## Carrière

### Joueur
- Radnički Kragujevac
- 1979-1985 :  Željezničar Sarajevo
- 1985-1987 :  Partizan Belgrade
- 1987-1990 :  Dinamo Zagreb
- 1990-1992 :  Željezničar Sarajevo
- 1992-1994 :  AD Esposende

### Entraîneur
- 2009-2011 :  Radnički Kragujevac
- 2012 :  FK Slavija
- 2013 :  FK Rudar Prijedor
- 2013 :  FK Donji Srem
- 2015 :  Radnički Kragujevac
- 2015 :  FK Mačva Šabac
- 2015 :  Željezničar Sarajevo
- depuis 2017 :  Radnički Kragujevac

## Palmarès
Avec le Partizan Belgrade :
- Champion de Yougoslavie en 1986 et en 1987.

Avec la Yougoslavie :
- Médaillé de bronze aux Jeux olympiques d'été de 1984.